# Trichodes nobilis
Espèce
Trichodes nobilis est une espèce d'insectes coléoptères de la famille des Cleridae.